# Nicolas Le Jeune
Nicolas Le Jeune est un joueur français de volley-ball né le 16 mai 1989 à Douarnenez, Finistère. Il mesure 1,80 m et joue libero.

## Clubs
| Club              | Pays   | De        | À         |
| ----------------- | ------ | --------- | --------- |
| Saint-Brieuc CAVB | France | 2007-2008 | 2008-2009 |
| Paris Volley      | France | 2009-2010 | 2011-2012 |

## Palmarès
- Championnat d'Europe des moins de 19 ans (1)
  - Vainqueur : 2007